# Zoals je naar me kijkt
Zoals je naar me kijkt is een single van de Nederlandse zangeres Maud uit 2004. Het stond in hetzelfde jaar als achtste track op het album Wacht op mij.

## Achtergrond
Zoals je naar me kijkt is geschreven en geproduceerd door John Ewbank. Het is een nederpoplied waarin de zangeres zingt over dat zij zich beter voelt door haar geliefde. Voor Maud, die in 2003 de tweede plaats in talentenjacht Idols behaalde, was het haar debuutsingle. Het lied was de titelsong van de film Floris uit 2004. De B-kant van de single is een instrumentale versie van het lied.

## Hitnoteringen
De zangeres had in Nederland groot succes met het lied; het werd een hit. In de Single Top 100 piekte het op de derde plaats en was het zeventien weken te vinden. In de acht weken dat het in de Top 40 kwam het tot de tiende positie. 